# Enciclopedia de las ciencias filosóficas
La Enciclopedia de las ciencias filosóficas (en alemán: Enzyklopädie der philosophischen Wissenschaften im Grundrisse, EPW) de Georg Wilhelm Friedrich Hegel (publicada por primera vez en 1817, segunda edición 1827, tercera edición 1830), es una obra que presenta una versión abreviada de la filosofía sistemática de Hegel en su totalidad, y es la única forma en la que Hegel alguna vez publicó todo su sistema filosófico maduro. El hecho de que el relato sea exhaustivo, que las estructuras fundantes de la realidad sean ideales y que el sistema sea cerrado, hace de la Enciclopedia una afirmación por excelencia del idealismo absoluto.
Pensado como una ayuda pedagógica para los asistentes a sus conferencias, Hegel revisó y amplió la Enciclopedia durante más de una década, pero enfatizó su papel como un "libro de texto" que necesitaba aclaración a través de comentarios orales. El texto de 1830 está ampliamente disponible en varias traducciones al inglés con copiosas adiciones (Zusätze) añadidas póstumamente por los estudiantes de Hegel, derivadas de sus notas de clase. Estas adiciones amplían el texto con ejemplos e ilustraciones, y aunque los académicos no toman el Zusätze como una transcripción literal de las conferencias de Hegel, su estilo más informal y no técnico los convierte en buenos sustitutos del "comentario oral necesario".
La Parte I del trabajo a veces se denomina Lógica o Lógica Menor para distinguirla de la Lógica Mayor, el apodo dado a la Ciencia de la lógica de Hegel.

## Estructura
La Enciclopedia tiene tres partes principales, cada una de las cuales se subdivide, que juntas pretenden cubrir todos los aspectos fundamentales de la realidad y forman una unidad sistemática cerrada.
1. Ciencia de la lógica
  1. Ser
  2. Esencia
  3. Concepto (Begriff, o noción)
2. Ciencia de la naturaleza
  1. Mecánica
  2. Física
  3. Orgánicos
3. Ciencia de Geist
  1. Subjetivo
  2. Objetivo
  3. Espíritu absoluto

Hegel tiene cuidado de derivar metódicamente cada categoría de realidad ("determinación del pensamiento") de su noción predecesora, con el sistema completo cerrando el círculo, demostrando su unidad.

## Descripción general
El trabajo describe el patrón de la Idea como manifestándose en el razonamiento dialéctico.
Mientras que algunos creen que la filosofía de la naturaleza y la mente son aplicaciones de la lógica, esto es un malentendido. El propósito de la Enciclopedia es descriptivo: describir cómo se desarrolla la idea (o la razón) y no aplicar el método dialéctico a todas las áreas del conocimiento humano, pero la Idea está en proceso de crecimiento, como una semilla que se convierte en un árbol maduro. : pasa por etapas. La primera etapa del desarrollo de la idea se describe en la Lógica. Así, la Lógica presenta las categorías del pensamiento tal como son en sí mismas; son las condiciones mínimas para pensar cualquier cosa, las concepciones que corren en el fondo de todo nuestro pensamiento. Para Hegel, a diferencia de Kant, la razón no es sólo "para nosotros", sino que es inmanente al ser. Sólo lo racional es real, y es el sustrato de todas las cosas. Para llegar a lo que es una cosa, debemos pensar en ella. Ninguna cantidad de observación nos llevará a la esencia de las cosas. Pensar y ser son equivalentes, por lo que la lógica y la metafísica también son equivalentes.
A medida que la idea se desarrolla más plenamente, llega al punto en que simplemente no puede permanecer como está; es incompleto, y por lo tanto se "otra" a sí mismo; aquí es donde surge la filosofía de la naturaleza. Cuando se completa esta etapa de su desarrollo, la idea "retorna" a sí misma, lo cual es el surgimiento de la filosofía de la mente, o Geist, a partir de la naturaleza. El espíritu es la razón que se vuelve consciente de sí misma como razón.
Hegel acuñó el término "red de diamantes" en el libro. Él dijo, "el rango completo de las determinaciones universales del pensamiento... en el cual todo es traído y por lo tanto primero hecho inteligible". En otras palabras, la red de diamantes de la que habla Hegel son las categorías lógicas según las cuales entendemos nuestra experiencia, haciendo así inteligibles nuestras observaciones empíricas.

## Traducciones

### Español
- Enciclopedia de las Ciencias Filósoficas: Lógica; traducción de Antonio Zozaya, Editorial Ricardo Aguilera, ISBN 84-599-0354-0. (Contiene los Zusats y las observaciones).
- Enciclopedia de las Ciencias Filosóficas: Lógica; traducción de Alfredo Llanos, Leviatán, Buenos Aires, 2006, ISBN 987-514-077-5. (No contiene los Zusats pero sí las observaciones).
- Enciclopedia de las Ciencias Filosóficas: Lógica, Naturaleza y Espíritu (enlace roto disponible en Internet Archive; véase el historial, la primera versión y la última).; traducción de Ramón Valls Plana, Alianza Editorial, 2000, ISBN 84-206-8193-8. (No contiene los Zusats pero sí las observaciones).
- Enciclopedia de las Ciencias Filosóficas: Lógica, Naturaleza y Espíritu; traducción de Francisco Larroyo, Porrúa, México, 1990, ISBN 968-432-587-8. (No contiene los Zusats pero sí las observaciones).
- Enciclopedia de las Ciencias Filosóficas: Espíritu; traducción de E. Barriobero y Herrán, Ediciones Anaconda, Buenos Aires.

### Inglés
- Oxford University Press (Part One: Hegel's Logic, 1975; Part Two: Hegel's Philosophy of Nature, 2004; Part Three: Hegel's Philosophy of Mind, 1970), with each part bound as a separate book.
- Cambridge University Press: Encyclopedia of the Philosophical Sciences in Basic Outline, Part I: Science of Logic, translated by Klaus Brinkmann, Daniel O. Dahlstrom (Cambridge University Press, 2010).